# جهاز ساركو

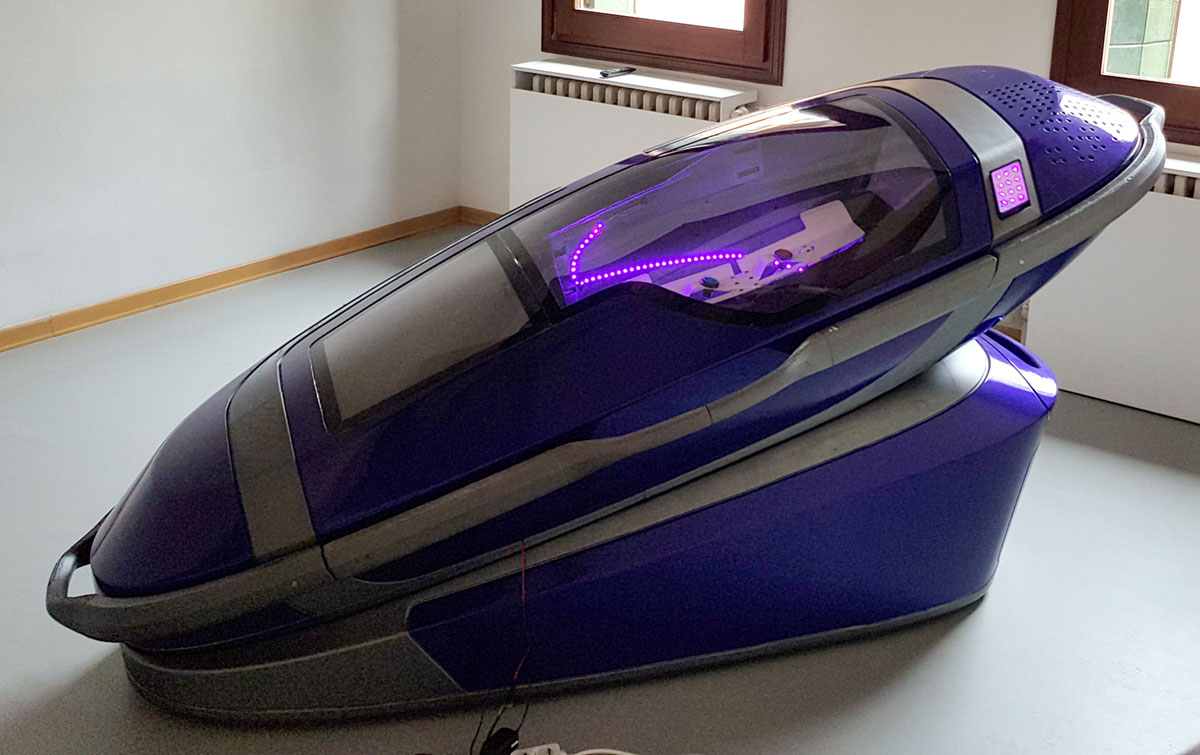
جهاز ساركو.

جهاز ساركو هو جهاز موت رحيم على هيئة كبسولة أو نعش مُثبتة على قاعدة ثلاثية الأبعاد تحتوي على عبوات النيتروجين السائل التي ينطلق منها الغاز إلى الكبسولة مما يُقَلِّل من مستوى الأوكسجين بشكل سريع من 25% إلى أقل من 1%. وينتج عن ذلك شعور الشخص بنوع من الضبابية، كما قد يشعر ببعض النشوة قبل أن يفقد وعيه. والموت يحدث كنتيجة لنَقص الأكسجة ونَقص ثاني أكسيد الكربون في الدم على التوالي. ولا يُصاحب هذا الإجراء أي شعور بالذُعر أو الاختناق.تم اختراع الجهاز من قبل فيليب نيتشكه في 2017 وفي 2021 أعلن نيتشكه بان الجهاز سيستخدم بشكل قانوني في سويسرا.